# Sjon Stellinga
Johannes (Sjon) Stellinga (Assen, 5 augustus 1958) is een Nederlands bestuurder en PvdA-politicus.

## Levensloop
Stellinga werd geboren in Drenthe, maar groeide op in de Friese plaats Sneek. Hij studeerde psychologie en bedrijfskunde aan de Rijksuniversiteit Groningen, daarna werkte hij bij PTT Post in Amsterdam als eerste organisatieadviseur en hoofd Opleidingen en Training. In 1996 ging Stellinga naar Botswana waar hij hoofd lerarenopleiding beroepsonderwijs werd. In 2000 keerde hij terug naar Nederland en werd hij trainer voor met name ondernemingsraden. Tussen 2010 en 2012 was hij actief als zelfstandig ondernemer vanuit zijn trainingsbureau Mopane.
In 2006 werd hij voor de PvdA wethouder in Achtkarspelen. Bij de gemeenteraadsverkiezingen van 2010 verloor ook daar de PvdA fors waarmee een einde kwam aan zijn wethouderschap waarop hij fractievoorzitter werd. In december 2011 volgde zijn benoeming tot burgemeester van Schiermonnikoog per 26 januari 2012. Op 6 augustus 2015 nam Stellinga ontslag uit die functie 'om privéredenen in de relationele sfeer'. In december 2016 werd hij opnieuw voor de PvdA wethouder in Achtkarspelen. Na de gemeenteraadsverkiezingen van 2018 werd hij weer raadslid. Na de gemeenteraadsverkiezingen van 2022 is Stellinga uit de politiek gestapt.
- International Standard Name Identifier: 0000 0003 9207 6258
- Nederlandse Thesaurus van Auteursnamen: 275844277
- Virtual International Authority File: 286067725
- WorldCat: E39PBJdmg8tdmgTbHvBjMGYtrq